# 托尔比约恩·亚格兰
托尔比约恩·亚格兰（挪威語： 聆听ⓘ，1950年11月5日—），挪威政治家。挪威前首相、工黨主席（1992年-2002年）。从2009年至2015年任挪威诺贝尔委员会主席。

## 生平
亚格兰畢業於奧斯陸大学經濟系。
1977年作為挪威工黨青年組織執行書記步入政壇。1986年擔任挪威工黨代理書記，1987年當選為該黨總書記。1992年11月起任工黨主席。1993年－2009年为布斯克吕郡的議員。
1996年10月－1997年10月出任首相。2000年到2001年出任外交大臣。2001年大選工黨慘敗後，他辭去工黨主席一職，由斯托爾滕貝格接任。2005年－2009年担任挪威议会議長。亞格蘭在2009年開始擔任挪威诺贝尔委员会主席，2015年被轍職。

## 托尔比约恩·亚格兰政府
1996年10月25日 – 1997年10月17日
| 职务                     | 大臣                           | 任期                                                            | 政党 |
| ------------------------ | ------------------------------ | --------------------------------------------------------------- | ---- |
| 首相                     | 托尔比约恩·亚格兰              | 1996年10月25日 – 1997年10月17日                                 | 工党 |
| 外交大臣                 | 比约恩·托雷·戈达尔             | 1996年10月25日 – 1997年10月17日                                 | 工党 |
| 环境大臣                 | 托尔比约恩·贝恩特森            | 1996年10月25日 – 1997年10月17日                                 | 工党 |
| 行政管理和勞工大臣       | Kjell Opseth                   | 1996年10月25日 – 1997年10月17日                                 | 工党 |
| 健康和社會事務大臣       | 古德芒德·赫尼斯                | 1996年10月25日 – 1997年10月17日                                 | 工党 |
| 石油和能源大臣           | Grete Faremo 兰维格·弗鲁兰     | 1996年10月25日 – 1996年12月18日 1996年12月18日 – 1997年10月17日 | 工党 |
| 运输和通信大臣           | Sissel Rønbeck                 | 1996年10月25日 – 1997年10月17日                                 | 工党 |
| 产业和贸易大臣           | 格蕾特·克努森                  | 1996年10月25日 – 1997年10月17日                                 | 工党 |
| 国际发展大臣             | 卡里·努尔海姆-拉尔森           | 1996年10月25日 – 1997年10月17日                                 | 工党 |
| 國防大臣                 | 约恩·科斯莫                    | 1996年10月25日 – 1997年10月17日                                 | 工党 |
| 财政和风俗大臣           | 延斯·斯托尔滕贝格              | 1996年10月25日 – 1997年10月17日                                 | 工党 |
| 社会事务大臣             | 希尔-玛塔·索尔伯格             | 1996年10月25日 – 1997年10月17日                                 | 工党 |
| 教育、科研和教会事务大臣 | 里德尔·桑德尔                  | 1996年10月25日 – 1997年10月17日                                 | 工党 |
| 计划大臣                 | Terje Rød-Larsen 班迪克·卢格斯 | 1996年10月25日 – 1996年11月29日 1996年11月29日 – 1997年10月17日 | 工党 |
| 农业大臣                 | 达格·特杰·安德森               | 1996年10月25日 – 1997年10月17日                                 | 工党 |
| 司法和警察大臣           | 安妮·霍尔特 格尔德-利夫·瓦拉   | 1996年10月25日 – 1997年2月4日 1997年2月4日 – 1997年10月17日     | 工党 |
| 漁業大臣                 | 卡尔·埃里克·舍特-彼得森        | 1996年10月25日 – 1997年10月17日                                 | 工党 |
| 文化大臣                 | Turid Birkeland                | 1996年10月25日 – 1997年10月17日                                 | 工党 |
| 兒童和家庭事務大臣       | 西尔维娅·布吕斯塔              | 1996年10月25日 – 1997年10月17日                                 | 工党 |